# Gruvrået
Gruvrået (eller bergrået eller gruvfrun) är i nordisk folktro en varelse som härskar över platser med gruvfyndigheter. Hon uppträder som en trollkäring, ett djur, en gråskäggig gubbe eller en fladdermus och skrämmer ofta bort människor som vill utnyttja malmen. Hon kunde också framträda som en elegant dam, lång och stilig, ofta förnämt klädd i en ljusgrå klänning. Om hon var på riktigt bra humör kunde hon visa var de lämpliga malmådrorna fanns eller varna om olyckor.
Olika sorters rån är skogsrået, sjörået och gruvrået vilka har gemensamt att de råder över naturen där de befinner sig. Ett rå är oftast av kvinnligt kön och lockande för en man. Detta beror på att de flesta skildringarna diktades av män när de verkade i sin arbetsmiljö.[källa behövs]
Sägner om gruvrået förekom i samhällen där gruvdrift var vanligt. Andra förekommande namn på detta väsen var bergrået och gruvfrun. Hon hade en mindre erotisk karaktär än skogsrået och sjörået, vilket kan förklaras med att gruvarbetaren inte hade samma avstånd till hemmet, hustrun eller andra kvinnor, som skogsarbetaren och fiskaren. 
En anledning till att historier om gruvrået uppkommit är att gruvarbetarna drömde om stora oupptäckta malmfyndigheter. I en sägen berättas om ett möte med gruvrået, där hon sagt att hennes syster bor i ett berg med dubbelt så stora rikedomar. Berättelser förekommer också där gruvrået gjort så att män inte hittar tillbaka till en nyupptäckt fyndighet. Många sägner kan ses som varningssägner, där gruvarbetare kunde lära av berättelsen och inte vara för giriga i sitt arbete.